# Janet Gunn
Janet Gunn (Fort Worth, 2 de noviembre de 1961) es una actriz estadounidense, reconocida por su actuación en las películas Night of the Running Man (1995) y The Quest (1996) y por su participación entre 1996 y 1999 interpretando a la detective Cassandra St. John en la serie de televisión estadounidense Silk Stalkings.
Gunn interpretó el papel protagónico de Kelly Cochran en la serie de la CBS Dark Justice de 1992 a 1993. Gunn también actuó como invitada en las series In the Heat of the Night, Dream On, Diagnosis: Murder, CSI: Crime Scene Investigation y Crossing Jordan.

## Filmografía

### Cine
| Año  | Título                      | Rol                | Notas |
| ---- | --------------------------- | ------------------ | --- |
| 1990 | A Killer Among Us           | Gloria Scoggins    | |
| 1994 | Night of the Running Man    | Chris Altman       | A taxi driver (Andrew Mcarthy) collects a passenger who is chased by Casino gangsters; leaves a suitcase containing 1 million usd. The moneys owner has an investigator who follows taxi driver who ends at hospital where is helped by Chris Altman to sabe his life and money |
| 1996 | Carnosaur 3: Primal Species | Dra. Hodges        | |
| 1996 | The Quest                   | Carrie Newton      | |
| 1996 | The Sweeper                 | Melissa            | |
| 1996 | Marquis de Sade             | Justine            | |
| 1997 | The Nurse                   | Karen Martin       | |
| 1997 | Always Say Goodbye          | Rubia              | |
| 2000 | Ground Zero                 | Kimberly Stevenson | |
| 2001 | Cahoots                     | Rita               | |
| 2001 | Lost Voyage                 | Dana Elway         | |
| 2002 | Inferno                     | Darcy Hamilton     | |
| 2002 | Getting There               | Pam Hunter         | |
| 2013 | Lost on Purpose             | Arlene             | |